# Jean-Marcel Bouguereau
Pour les articles homonymes, voir Bouguereau.
 (septembre 2011).
Si vous disposez d'ouvrages ou d'articles de référence ou si vous connaissez des sites web de qualité traitant du thème abordé ici, merci de compléter l'article en donnant les références utiles à sa vérifiabilité et en les liant à la section « Notes et références ».
Jean-Marcel Bouguereau, né le 28 juin 1946 à Toulouse, est un journaliste français de presse écrite.

## Biographie
Ancien élève du lycée Alphonse-Daudet, puis étudiant à l'université Paris Descartes (Paris V), il rejoint à la Sorbonne l'UNEF à 18 ans où il travaille au secteur International, s'occupant notamment des rapports avec le mouvement naissant en Allemagne, à l'université libre de Berlin, publiant dans Les Temps Modernes avec Serge Bosc une longue étude sur les nouvelles méthodes de contestation dans ce mouvement.
Il participe activement aux événements de Mai 68, cofonde le journal Action, puis participe à la coordination parisienne des comités d'action qui suit les accords de Grenelle. Après Mai-Juin 68, il écrit dans Les Cahiers de Mai, un journal militant en même temps qu'un groupe politique de soutien aux mouvements ouvriers et aux grèves (Peñarroya, Lip), Les Cahiers de Mai se voyant confier la rédaction du périodique des grévistes de Besançon LIP Unité.
Il fait partie du comité de rédaction de la revue Partisans publiée par François Maspéro.[réf. nécessaire]
De 1974 à 1987, il collabore au quotidien Libération, d'abord au service social qu'il dirige, puis, tout en participant à l'embryon de rédaction en chef tournante (la « centralisation »), il élargit son champ (reportages sur les grèves à la Fiat de Turin) puis couvre la période du terrorisme en Allemagne et en Italie, réalisant une série d'interview de l'ancien terroriste Hans-Joachim Klein, qui vient de rompre publiquement avec Carlos mais sans se rendre. Au début des années 1980, il fait plusieurs voyages clandestins en Pologne où il rend compte sous le pseudonyme « C.ky » (Libération étant interdit de visa de journaliste) de l'épopée de Solidarność, ce qui ne l’empêche pas de publier l'un des premiers articles critiques sur le personnage de Lech Walesa. Il est expulsé à deux reprises de Pologne. Il devient le rédacteur en chef de Libération à la reparution en 1981, période où il représente régulièrement le journal à la revue de presse de l'émission de Michel Polac Droit de réponse.

Il publie alors 22 Lycéens, Lettres à Jean-Marcel Bouguereau. Il les présente notamment à l'émission littéraire Apostrophes. En fait ce sont des faux en provenance d'une mythomane très imaginative, puisque, se faisant passer pour enseignante de français, alors qu'elle ne l'était pas, elle lui fit visiter son lycée et sa classe, comme il s'en expliqua ensuite dans Libération le 18 mars 1987 puis dans son blog où il revendique cette histoire : 

« Ce qui m'amusait, c'était justement le caractère totalement gratuit de cette correspondance et le fait qu'elle se poursuivait contre toute attente, un mois, six mois, un an, du 15 janvier 1985 au 18 décembre 1986. […] N’empêche, l'histoire est belle et folle. S'il y a eu mensonge, il a été désintéressé. Le ou les auteurs des lettres ne pouvaient pas savoir, au départ, ni que la correspondance allait se poursuivre, ni, à fortiori, qu'elle serait publiée. Et si j'ai été mystifié, je ne me sens pas trompé. Et cette histoire, je l'assume, de bout en bout. L'histoire de Mlle B. et des 400 feuillets qu'elle a noircis, avec des écritures différentes, fait partie des belles mystifications littéraires. Je me souviens qu'après son aveu, douloureux, Mlle B., avec sa candeur naturelle, me déclara “regarder les personnages de ses lettres comme un romancier regarde les siens”. »

Jean-Marcel Bouguereau est ensuite embauché par Jean-François Kahn pour diriger la rédaction de L'Événement du jeudi (1987-1992) ; puis, pendant 5 ans, il est correspondant en France du Nouveau Quotidien suisse, qu'il avait contribué à lancer à Lausanne. Il participe régulièrement sur France 2 à l'émission de Michèle Cotta Revue de presse.
- 1992-1995 : chroniqueur au quotidien Midi libre.
- Mars 1992-décembre 1994 : responsable du secteur Idées, Documents et conseiller de la direction de L'Événement du jeudi.
- Janvier 1995-1997 : éditorialiste politique à BFM (radio d’information économique en continu).
- 1995 : conseiller du fondateur et PDG de la société de production télévisée Images SA (Daniel Leconte).
- 1995 : coréalise avec Daniel Leconte deux 52 minutes Klein, un cas allemand diffusés sur Arte
- 1995 : collaborateur au projet d’hebdomadaire du dimanche Jupiter.
- 1995-1996 : chroniqueur gastronomique au quotidien La Tribune.
- 1996 : collaborateur au magazine GaultMillau.

À partir de 1997, il est rédacteur en chef au Nouvel Observateur, où il s'occupe successivement du service Dossiers puis, après une interruption, de la prise en charge des relations avec les lecteurs de l’hebdomadaire, à partir de septembre 2003, puis, de février à juillet 2009, également des relations avec les internautes du site de L'Obs. Il quitte l'hebdomadaire fin juin 2011 pour ses 65 ans estimant « qu’il y a un moment où il faut laisser la place aux jeunes qui, non sans raison et parfois avec envie, nous ont souvent reproché à nous, soixante-huitards, cette génération bénie, de leur boucher l’horizon. C’est une décision mûrement réfléchie. […] Parce que je pense qu’il y a un moment où il faut savoir laisser la place. Avec mon salaire, on pourra embaucher plusieurs jeunes journalistes en CDI qui apporteront du sang neuf à ce journal qui en manque et qui, parfois, a tendance à vieillir avec ses lecteurs. […] Je vais pouvoir me consacrer pleinement à ma vieille passion, la Gastronomie. » Il lance le portail gastronomique sur le site Internet du Nouvel Observateur, Obsession.
Après avoir été éditorialiste du quotidien La France, il est éditorialiste à La République des Pyrénées depuis 1991,.
Il devient, d'octobre 2010 à décembre-janvier 2011, chroniqueur gastronomique de La Revue, publiée mensuellement par le groupe Jeune Afrique.
Il a fait partie en 2009, pour la troisième fois consécutive en 7 ans, du jury français chargé par le magazine britannique Restaurant de désigner les 50 meilleurs restaurants du monde.
En 2016, il cofonde un magazine et réseau social politique Politic Région avec Jean-Christophe Giesbert et Jean-Louis Caccomo. Le magazine est mis en liquidation judiciaire en 2018.

## Publications
- 22 Lycéens, Lettres à Jean-Marcel Bouguereau, Journaliste à Libération, Paris, B. Barrault, 1987
- Et si c'était bon, éloge de la nouvelle « nouvelle cuisine », Paris, Chiflet & Cie, 2006  (ISBN 2-35164-005-5)[6].

### Ouvrage collectif
- Les Dernières Tribus, par Michel Labro, François Landon, Michel de Pracontal, Jean-Marcel Bouguereau, et al., sous la dir. de Jean-Francis Held, Paris, L'Événement du jeudi/Flammarion, 1988  (ISBN 2-08-066230-9)

### Vidéo
- Raymond Vouillamoz, La Folie Nanterre, 20 mars 1969, Radio télévision suisse, voir en ligne